# Plecia cuspidata
Plecia cuspidata är en tvåvingeart som beskrevs av Hardy 1968. Plecia cuspidata ingår i släktet Plecia och familjen hårmyggor. Inga underarter finns listade i Catalogue of Life.